# نادي الشباب موسم 2019–20
سيشارك النادي في دوري المحترفين و‌كأس الملك.
يغطي الموسم الفترة من 1 يوليو 2019 إلى 30 يونيو 2020

## ما قبل الموسم والوديات
انتصار
  تعادل
  خسارة
| أغسطس 2019 مباراة ودية |  | v | الشباب |  |

## المنافسات
انتصار
  تعادل
  خسارة
  مباريات مجدولة

### نظرة عامة
| المنافسة                          | أول مباراة      | آخر مباراة      | الدور الافتتاحي | المركز النهائي | السجل | السجل | السجل | السجل | السجل | السجل | السجل | السجل   |
| المنافسة                          | أول مباراة      | آخر مباراة      | الدور الافتتاحي | المركز النهائي | لعب   | ف     | ت     | خ     | له    | عليه  | ف.أ.  | الفوز % |
| --------------------------------- | --------------- | --------------- | --------------- | -------------- | ----- | ----- | ----- | ----- | ----- | ----- | ----- | ------- |
| دوري المحترفين السعودي 2019–20    | 24 August 2019  | 30 May 2020     | Matchday 1      |                | 0     | 0     | 0     | 0     | 0     | 0     | +0    | —       |
| كأس خادم الحرمين الشريفين 2019–20 | 6 November 2019 | 18 January 2020 | Round of 64     | Quarter-finals | 0     | 0     | 0     | 0     | 0     | 0     | +0    | —       |
| المجموع                           | المجموع         | المجموع         | المجموع         | المجموع        | 0     | 0     | 0     | 0     | 0     | 0     | +0    | —       |

آخر تحديث: 6 فبراير 2020
المصدر: المنافسات

### دوري المحترفين السعودي

#### جدول الدوري
| م | الفريق  | لعب | ف  | ت | خ  | أ.له | أ.ع | أ.ف | نقاط |
| - | ------- | --- | -- | - | -- | ---- | --- | --- | ---- |
| 5 | الفيصلي | 30  | 14 | 6 | 10 | 41   | 36  | +5  | 48   |
| 6 | الرائد  | 30  | 13 | 7 | 10 | 41   | 50  | −9  | 46   |
| 7 | الشباب  | 30  | 12 | 7 | 11 | 38   | 37  | +1  | 43   |
| 8 | الاتفاق | 30  | 13 | 3 | 14 | 46   | 38  | +8  | 42   |
| 9 | أبها    | 30  | 11 | 5 | 14 | 41   | 52  | −11 | 38   |

1. مجموع النقاط ; 2. أعلى فارق أهداف في كامل البطولة (ما له من أهداف ناقص ما عليه).
3. الفريق الأكثر تسجيلاً للأهداف في كامل البطولة. 4. الفريق الأعلى تصنيفاً في بطولة الموسم الماضي.

في حال تعادل فريقين أو أكثر بالنقاط في جميع البطولات المحلية يتم تحديد المركز النهائية في نهاية البطولة وفقاً للترتيب التنازلي:

1.أعلى عدد من النقاط في مبارة أو مباريات الفريقين أو الفرق المتعادلة فيما بينها;
 2. أعلى فارق أهداف (ما له من أهداف ناقص ما عليه) في مبارة أو مباريات الفريقين أو الفرق
المتعادلة فيما بينها (دون احتساب أفضلية التسجيل خارج الأرض);

3. الفريق الأكثر تسجيلاً للأهداف في مباراة أو مباريات الفريقين أو الفرق المتعادلة فيما بينها (دون احتساب أفضلية التسجيل خارج الأرض);
 4.في حال استمرر التعادل بين فريقين أو أكثر من الفرق المتعادلة بعد تطبيق الفقرات من 1 إلى 3 يتم إعادة تطبيدق الفقرات من 1 إلى 3من هذه المادة مرة أخرى فقط على مباريات الفريقين أو الفرق المتساوية.

5.أعلى فارق أهداف في كامل البطولة (ما له من أهداف ناقص ما عليه);
 6.الفريق الأكثر تسجيلاً للأهداف في كامل البطولة;
 7.إذا كانت الفرق المتعادلة فريقان وكانا سوياً على أرض الملعب في المباراة الأخيرة يتم لعب
شوطين إضافيين كمبارة جديدة (دون احتساب أفضلية التسجيل خارج الأرض) وفي حال التعادل
في الأشواط الإضافية يتم لعب ضربات ترجيح.
 8.الأقل حصولاً على مجموع النقاط جراء حصول لاعبيه على البطاقات الصفراء والحمراء في مباريات البطولة. (بحيث يتم احتساب البطاقة الحمراء بثلاث نقاط والصفراء بنقطة واحدة).
9. في حال استمرار التعادل في الفقرات أعلاه من 1 إلى فقرة 8 وكانت الفرق المتعادلة (أكثر من فريقين) أو (فريقان لا يلعبان سوياً على أرض الملعب) يتم إجد مبارة أو مباريات فاصلة بطريقة خروج المغلوب من مرةٍ واحدة بين الفرق المتعادلة فيما بينها وتقوم الجهة المنظمة بتحديد آلية وأماكن إقامة المباراة أو المباريات.

ملاحظة :
- شهد الاجتماع الثلاثي بين كلًا من تركي آل الشيخ رئيس الهيئة العامة للرياضة السعودية، وأحمد اليوسف رئيس الاتحاد الكويتي لكرة القدم، والشيخ علي الخليفة رئيس الاتحاد البحريني في 29 سبتمبر 2018 الاتفاق على مشاركة فريق المحرق البحريني، وفريق كويتي، في الدوري السعودي بالموسم الحالي.[2] ولكن ذلك الأمر ضل مقترحاً ولم يتم تنفيذه على أرض الواقع .

#### ملخص النتائج
| شامل | شامل | شامل | شامل | شامل | شامل | شامل | شامل | على أرضه | على أرضه | على أرضه | على أرضه | على أرضه | على أرضه | خارج أرضه | خارج أرضه | خارج أرضه | خارج أرضه | خارج أرضه | خارج أرضه |
| لعب  | ف    | ت    | خ    | أ.ل  | أ.ع  | ف.أ  | ن    | ف        | ت        | خ        | أ.ل      | أ.ع      | ف.أ      | ف         | ت         | خ         | أ.ل       | أ.ع       | ف.أ       |
| ---- | ---- | ---- | ---- | ---- | ---- | ---- | ---- | -------- | -------- | -------- | -------- | -------- | -------- | --------- | --------- | --------- | --------- | --------- | --------- |
| 0    | 0    | 0    | 0    | 0    | 0    | 0    | 0    | 0        | 0        | 0        | 0        | 0        | 0        | 0         | 0         | 0         | 0         | 0         | 0         |

آخر تحديث: 10 فبراير 2020.

مصدر: Saudi Pro League

#### النتيجة جولة تلو الأخرى
| الجولة  | 1 |
| ------- | - |
| الأرض   |   |
| الحصيلة |   |
| المركز  |   |

## References
1. ↑  "لائحة المسابقات والبطولات بالإتحاد العربي السعودي لكرة القدم 2017" (PDF). الاتحاد العربي السعودي لكرة القدم. 10 أغسطس 2017.
2. ↑  مشاركة فريق بحريني وكويتي في الدوري السعودي